# Bedok-klass
Bedok-klass benämndes fyra fartyg av Landsort-klass som under åren 1994 till 1996 exporterades till Singapore. Första fartyget byggdes i sin helhet vid Karlskronavarvet medan de tre övriga plastskroven byggdes i Karlskrona och fartygen färdigbyggdes i Singapore.

## Konstruktion
Fartygen är byggda i plast efter den så kallade sandwichmetoden. Skrovet består av en 6 cm tjock kärna av PVC-plast som på båda sidor omslutits av ett lager glasfiberarmerad plast. I stället för propellrar som framdrivning finns två stycken specialdesignade Voith-Schneider aggregat.

## Beväpning
Fartygen är bestyckade med en Bofors 40 mm  allmålspjäs, två 7,62 mm FN MAG kulsprutor. Det finns även möjlighet att ta ombord och fälla minor och sjunkbomber.

## Besättning
På fartyget finns det plats för 16 officerare och 14 man.